# 児玉南海雄
児玉 南海雄（こだま なみお、1942年 - ）は、日本の脳神経外科医。福島県立医科大学名誉教授。

## 略歴
1966年に東北大学医学部を卒業。1980年に東北大学医学部脳神経外科・助教授、1982年に福島県立医科大学脳神経外科・教授、2007年に名誉教授。
脳神経外科の黎明期から脳動脈瘤の手術を中心に実績をあげ、術中モニタリングの臨床および研究業績が評価され、多くの学会を主催した。

## 学会主催
（国内学会）
- 1983年 第12回日本脳卒中外科学会[3]
- 1993年 第13回日本脳神経外科コングレス
- 1994年 第22回日本小児神経外科学会
- 1997年 第13回スパズム・シンポジウム
- 1998年 第７回脳神経外科手術・機器学会
- 2000年 第23回日本神経外傷学会
- 2003年 第16回日本老年脳神経外科学会
- 2006年 第31回日本脳卒中学会総会

(国際学会)
- 2002年 第７回国際脳動脈瘤学会（IWCVS）
- 2006年 第８回日韓脳卒中学会（JKFC）

## 書籍
- 『標準脳神経外科学』（医学書院）ISBN 978-4260018432
- 『「超」入門脳神経外科術中モニタリング』（メディカ出版）ISBN 978-4840437110
- 『脳神経外科学大系』（中山書店）ISBN 978-4521720814